# Joseph Scianni
Joseph C. Scianni (Memphis (Tennessee), 6 oktober 1928 – Yonkers (New York), 30 oktober 2018) was een Amerikaans componist, muziekpedagoog en (jazz)pianist.

## Levensloop
Scianni studeerde aan de Soutwestern Universiteit, nu Rhodes College, in Memphis (Tennessee). Later verkaste hij naar de Eastman School of Music in Rochester (New York). Daar promoveerde hij tot Ph.D. (Philosophiæ Doctor).
Hij speelde als pianist in verschillende ensembles en stichtte onder andere het Joseph Scianni Trio met de kornettist Don Cherry en de bassist David Izenzon en nam ermee in de  jaren 1960 verschillende platen op. Hij speelde met Don Cherry (kornet), Pharoah Sanders (tenorsaxofoon), David Izenzon (contrabas) en J. C. Moses (drumset) in het Don Cherry Quintet in New York. Nieuwere cd-opnames kwamen in 1997 en later tot stand met Joseph Scianni (piano), Mark Whitecage (alt- en sopraansaxofoon), Tomas Ulrich (cello), Dominic Duval (bas) en Jay Rosen (drums, percussion).
Joseph C. Scianni overleed in 2018 op 90-jarige leeftijd.

## Composities

### Werken voor orkest
- Adagio Cantabile

### Werken voor harmonieorkest
- 1955 Air, voor harmonieorkest
- 1958 Court Square, voor harmonieorkest

### Kamermuziek
- An Intrada for Jazz Trio, voor koperblazers en piano
- Big Onion, voor piano, contrabas en drumset
- Blake: Walking in the air, voor koperblazers en piano
- Come Summer uit "The Sound of Rock", voor houtblazers en piano
- Moon flower, voor altsaxofoon, cello, contrabas, drumset en piano

### Werken voor piano
- A Lighter Shade of Christmas
- After the Rain
- Again September
- Come October
- Dune Walk
- Gramercy Square
- House at Sandy Point
- Night People
- Peconic Bay
- Public Transportation
- Sand Pebble
- Secrets and Summer's End
- Summer Wait

### Werken voor bigband
- 1970 Gaza Strip
- 1970 Red Phantom Rides Again